# Жак Бабіне
Жак Бабіне (фр. Jacques Babinet; 15 вантоза II (5 березня 1794), Люзіньян — 21 жовтня 1872, Париж) — французький фізик.

## Біографія
Відвідував Наполеонівський ліцей, і з 1811 року Політехнічну школу, яку залишив у 1813 році, щоб вступити до Артилерійського училища в Меці. З училища випущений артилерійським офіцером, але в 1814 році назавжди покинув військову службу і невдовзі став професором математики у Фонтене-ле-Конт, потім професором фізики в Пуатьє і, нарешті, у Паризькій колегії св. Людовіка. У 1840 році був обраний до членів Академії наук; У свій час займався також в Астрономічному бюро географічних довгот.
Помер у Парижі 21 жовтня 1872 року.
Він багато зробив для вдосконалення мінералогічної та метеорологічної науки і набув популярності роботами в галузі астрономії, вчення про магнетизм та теорію теплоти. Жак Бабіне — один із найперших авторів гіпотези про існування транснептунової планети.

## Інтернет-ресурси
- Твори Jacques Babinet у проєкті «Гутенберг»
- Твори та інформація про Жак Бабіне у Інтернет-архіві
- Catholic Encyclopedia article